# Csillagok háborúja: Klónok háborúja
A Csillagok háborúja: Klónok háborúja (eredeti cím: Star Wars: Clone Wars) amerikai televíziós rajzfilmsorozat, amely George Lucas Csillagok háborúja univerzumában játszódik. A sorozat a Palpatine főkancellár vezette Galaktikus Köztársaság és a Dooku gróf vezette Független Rendszerek Konföderációja között dúló klónháborúkat mutatja be. Az Egyesült Államokban 2003. november 7. és 2005. március 25. között a Cartoon Networkön tűzték műsorra. Magyarul 2005. március 26-án mutatták be.
Időrendben a rajzfilmsorozat három évet foglal magába a Star Wars II. rész – A klónok támadása és a Star Wars III. rész – A Sith-ek bosszúja között. A 25 részt a Cartoon Network Studios készítette. Nemcsak a filmsorozat II. és III. epizódjának cselekményei között telt el pontosan három év, hanem mozis bemutatóik között is, így az animációs sorozat bemutatása szinte az események valós idejének felelt meg. Így a következő mozifilmig a rajongók amolyan rendszeres haditudósításokat kaphattak a háború állásról. A Lucasfilm Animation 2008-ban egy új 3D-s számítógépes animációs sorozatot – Star Wars: A klónok háborúja – mutatott be ugyanerről az időszakról, amely felváltotta a korábbi sorozatot az ún. Star Wars kánonban.

## Cselekmény
Az eredeti szériák az első és második évadban 20 darab háromperces, a harmadik évadban (későbbi második sorozat) öt 12-15 perces részletet tartalmaztak. A 25 rész többnyire energikus csatákat foglal magába.
A rövidke epizódok miatt nagy hangsúlyt fektettek az akcióra, a történet és a cselekmény kevésbé fontosak, mint a filmekben. Ennek ellenére bizonyítható, hogy a harmadik évad jobban Anakin Skywalker történetére fókuszál, és a dramaturgia sosem nem vész el a látványos akciók között.
A sorozat a jedik hőstetteit követi nyomon Dooku szeparatista konföderációjával vívott harcuk során. Kimondott célja többek ezenkívül az is, hogy jobban bemutassa a klónháborúkat.
A filmek több főbb szereplője feltűnik a sorozatban, mint Anakin, Obi-Wan Kenobi, Yoda, Mace Windu, Palpatine főkancellár, Dooku gróf, Grievous tábornok, C-3PO, R2-D2 és Padmé Amidala. Néhány epizódban a filmek mellékszereplői is megjelennek, mint Kit Fisto, Ki-Adi-Mundi, Shaak Ti és Aayla Secura.

## Alkotók és díjak
A sorozat rendezője az orosz származású Genndy Tartakovsky aki korábban számos más sikeres rajzfilmsorozatot is készített, mint a Dexter laboratóriuma és a Pindur pandúrok. A Lucasfilm érdeklődését a Szamuráj Jack című sorozata keltette fel, melynek fantáziadús, erősen stilizált akciói és stílusa a Klónok háborújában is visszaköszönnek. A történet George Lucas útmutatásai alapján született, de lényegében Tartakovsky és írótársa Bryan Andrews önálló alkotása. Ők léptették elő lényeges szereplőnek a mozifilmekhez tervezett, de addig fel nem használt karaktert Asajj Ventresst, valamint mutatták be elsőként Grievous tábornokot.
A rajongói visszajelzések egyértelműen pozitívak voltak, elsősorban a gyerekeké. A nézők szavazatai alapján az IMDb-n jobb alkotás, mint az előzménytrilógia mozifilmjei és a 2008 óta futó 3D-s változat, ami szintén a Tartakovskyék által tervezett karaktereket hasznosítja újra.
A sorozat három Emmy-díjat kapott. 2004-ben és 2005-ben kiemelkedő animációs programért, 2006-ban pedig az év legjobb animációs televíziós alkotása lett.
A rövidke epizódokat a televíziós sugárzás után egyetlen rajzfilmmé vágták össze és kiadták DVD-n. Noha a sorozatot Magyarországon szinkronizálva is bemutatták, a DVD kiadás itt nem jelent meg.

### A készítők és a stáb
- Rendező – Genndy Tartakovsky
- Művészeti társrendező – Paul Rudish, Scott Wills
- Szereplők – George Lucas
- Hangok – Mat Lucas, James Arnold Taylor, Tom Kane, TC Carson, Daran Norris, Grey DeLisle, Cree Summer, Tatyana Yassukovich, Kevin Michael Richardson, André Sogliuzzo, Nick Jameson, Anthony Daniels, Corey Burton, John DiMaggio, Richard McGonagle
- Karakterterv – Genndy Tartakovsky
- Történet – George Lucas, Genndy Tartakovsky, Paul Rudish, Bryan Andrews, Mark Andrews, Darrick Bachman
- Felügyelő producer – Jennifer Pelphrey
- Ügyvezető producer – George Lucas, Claudia Katz, Rick McCallum, Brian A. Miller
- Producer – Genndy Tartakovsky, Geraldine Symon, Shareena Carlson

## Magyar változat
Magyar szöveg: Ismeretlen
Hangmérnök: Ismeretlen
Rendező asszisztens: Ismeretlen
Vágó: Ismeretlen
Gyártás vezető: Ismeretlen
Szinkron rendező: Ismeretlen
Cím, Szövegek felolvasása: Bozai József
A Szinkront Ismeretlen stúdió készítette.
| Szereplő                               | Magyar hang                                                                                                |
| A Köztársaság – A Jedi Rend            | A Köztársaság – A Jedi Rend                                                                                |
| -------------------------------------- | --- |
| Anakin Skywalker                       | Moser Károly                                                                                               |
| Obi-Wan Kenobi                         | Anger Zsolt                                                                                                |
| Yoda                                   | Versényi László                                                                                            |
| Mace Windu                             | Kőszegi Ákos                                                                                               |
| Ki-Adi-Mundi                           | Dobránszky Zoltán                                                                                          |
| Shaak Ti                               | Ismeretlen (20. fejezet) Kovács Nóra (21. fejezettől)                                                      |
| Seasee Tiin                            | Galambos Péter                                                                                             |
| Oppo Rancisis                          | Makay Sándor                                                                                               |
| Even Piell                             | Ismeretlen                                                                                                 |
| Adi Gallia                             | Ismeretlen                                                                                                 |
| Agen Kolar                             | Ismeretlen                                                                                                 |
| Kit Fisto                              | Ismeretlen                                                                                                 |
| Luminara Unduli                        | Menszátor Magdolna                                                                                         |
| Barriss Offee                          | Ismeretlen                                                                                                 |
| Daakman Barrek                         | Ismeretlen                                                                                                 |
| K'Kruhk                                | Ismeretlen                                                                                                 |
| Sha'a Gi                               | Ismeretlen                                                                                                 |
| Tarr Seirr                             | Ismeretlen                                                                                                 |
| Qui-Gon Jinn (látomás)                 | Kovács István                                                                                              |
| Anakin Skywalker (fiatalon, látomás)   | Jelinek Márk                                                                                               |
| A Köztársaság – A Szenátus és a Haderő | |
| Padmé Amidala                          | Zsigmond Tamara                                                                                            |
| Typho kapitány                         | Ismeretlen (15. fejezet) Szabó Sipos Barnabás (16. fejezettől)                                             |
| Palpatine főkancellár                  | Gruber Hugó                                                                                                |
| C-3PO                                  | Józsa Imre                                                                                                 |
| Klónkatonák                            | Ismeretlen Imre István (Arany 2-es) Kapácsy Miklós (Kék vezér) Berzsenyi Zoltán (21. fejezettől mindegyik) |
| A Független Rendszerek Konföderációja  | |
| Dooku gróf                             | Szilágyi Tibor                                                                                             |
| Darth Sidious                          | Gruber Hugó                                                                                                |
| Grievous tábornok                      | Ismeretlen (20. fejezet) Holl Nándor (21. fejezettől)                                                      |
| Asajj Ventress                         | Ismeretlen                                                                                                 |
| Rohamdroidok                           | Ismeretlen Seder Gábor (Szeizmikus tank pilóta)                                                            |
| San Hill                               | Dobránszky Zoltán                                                                                          |
| I. B. K. vezetők                       | Ismeretlen                                                                                                 |
| Techno Unió vezető                     | Ismeretlen                                                                                                 |
| Techno Unió vezetőhelyettes            | Ismeretlen                                                                                                 |
| Oro Dassyne                            | Bognár Tamás                                                                                               |

## Érdekességek
A harmadik évadban felbukkanó nelvaan faj eredeti nyelvében magyar szavak és mondatok is szerepelnek. (Magyar szinkronban nem változtatták meg beszédüket.) Mondataikban fellelhetők latin, illetve kitalált szavak is.

## Lásd még
A Csillagok háborúja dátumai